# Флаг Усть-Ордынского Бурятского округа
Флаг Усть-Орды́нского Буря́тского округа является символом, отражающим исторические, культурные, социально-экономические, национальные и иные традиции Усть-Ордынского Бурятского округа Иркутской области Российской Федерации — административно-территориальной единицы с особым статусом.
Флаг утверждён 17 июля 1997 года и, с изменениями внесёнными Законом Усть-Ордынского Бурятского автономного округа от 18 сентября 1997 года № 21-оз, внесён в Государственный геральдический регистр Российской Федерации с присвоением регистрационного номера 205.

## Описание
Описание первого флага Усть-Ордынского Бурятского автономного округа, утверждённое Законом Усть-Ордынского Бурятского автономного округа от 25 июля 1997 года № 19-оз, гласило:

Флаг представляет собой прямоугольное полотнище зелёного цвета. В центре расположен элемент герба — золотой круг, в котором заключены триада «арбагар» — (бур.) и четыре кружочка вокруг круга, символизирующие четыре стороны света. Нижняя часть полотнища завершена белой полосой с изображением красного «меандра», мотивы которого использовались в декоративно-прикладном искусстве бурят Предбайкалья.
Отношение ширины флага к его длине 2:3. Соотношение полосы белого цвета к синему флагу полотна флага 1:7.

Законом Усть-Ордынского Бурятского автономного округа от 18 сентября 1997 года № 21-оз цвет полотнища был изменён с зелёного на синий, а законом от 28 января 2000 года № 123-ОЗ из описания были исключены слова «арбагар» — бур. и окончательное описание флага гласило:

Флаг представляет собой прямоугольное полотнище синего цвета. В центре расположен элемент герба — золотой круг, в котором заключены триада и четыре кружочка вокруг круга, символизирующие четыре стороны света. Нижняя часть полотнища завершена белой полосой с изображением красного «меандра», мотивы которого использовались в декоративно-прикладном искусстве бурят Предбайкалья.
Отношение ширины флага к его длине 2:3. Соотношение полосы белого цвета к синему флагу полотна флага 1:7.

Законом Иркутской области от 27 марта 2009 года № 12-оз все предыдущие законы о гербе и флаге Усть-Ордынского Бурятского автономного округа были признаны утратившими силу и на всю территорию нового субъекта Российской Федерации — Иркутской области — было распространено действие Закона Иркутской области от 16 июля 1997 года № 30-оз «О гербе и флаге Иркутской области».
Законом Иркутской области от 7 июля 2011 года № 54-ОЗ «О символике Усть-Ордынского Бурятского округа» данный флаг стал флагом Усть-Ордынского Бурятского округа — административно-территориальной единицы Иркутской области с особым статусом.

## Символика
Цвета флага означают:
синий — цвет вечного синего неба;
белый — цвет добра, удачи, исцеления, очищения и приумножения, символизирует молоко и импульс к развитию, священный, божественный цвет, используемый для обрядов очищения и исцеления;
красный — цвет крови, огня, тепла, солнца, храбрости, мужества, неустрашимости;
золотой — символ богатства края, солнечный свет, цвет счастья и благополучия.
На флаге принятом 17 июля 1997 года, зелёный цвет полотнища — цвет бессмертия и самой природы, символ воскресения и обновления, символизирует уникальную флору и фауну, лесные богатства округа.